# 紫棕小头蛇
紫棕小头蛇（学名：Oligodon cinereus）为游蛇科小头蛇属的爬行动物，俗名棕秤杆蛇、棕色小头蛇。分布于印度、缅甸、泰国、老挝、柬埔寨、越南、马来半岛以及中国大陆的福建、广东、香港、海南、广西、贵州、云南等地，常栖息于平原及山区海拔1630m。该物种的模式产地在柬埔寨。

## 亚种
- 紫棕小头蛇指名亚种（学名：Oligodon cinereus cinereus），Gunther于1864年命名。在中国大陆，分布于南部、香港、海南等地。该物种的模式产地在柬埔寨。[2]
- 紫棕小头蛇三岛山亚种（学名：Oligodon cinerens tamdaoensis），Bourret于1935年命名。分布于越南以及中国大陆的云南、贵州、广西等地。该物种的模式产地在越南北部。[3]

## 保护
本种于2023年被收录入《有重要生态、科学、社会价值的陆生野生动物名录》。